# Aus dem Butzemannhaus
Aus dem Butzemannhaus war eine morgendliche Kindersendung auf Radio DDR I, die von 8.40 bis 9.00 Uhr gesendet wurde.

## Intro-Jingle
„Alle Kinder, alle Puppen,
selbst der freche Hampelmann,
sind jetzt artig still und leise,
kommen schnell ganz dicht heran.

Lieder, Märchen und Geschichten,
auch ein bunter Blumenstrauß
sind ein Gruß für brave Kinder,
aus dem Butzemannhaus.“

Die Melodie stammt von Manfred Roost. In einer späteren Textversion hieß es „der lust'ge Hampelmann“ statt „der freche Hampelmann“ sowie „alle Kinder“ anstatt „brave Kinder“.

## Inhalte
Es wurden kindergerechte Themen behandelt. Zum Beispiel erzählte die Figur „Bauer Lindemann“ jeden Dienstag in Beiträgen vom Leben und Arbeiten in der Landwirtschaft. Mittwochs gab es eine Sendung für Geburtstagskinder. Weitere Figuren waren „Vater Star“, „Käpt'n Brise“ (Donnerstag; gesprochen von Karl Brenk) und „Kleiner Pfennig“ (Sonnabend; gesprochen von Waltraut Kramm). Am Sonntag wurde meistens ein Märchenhörspiel gesendet.

## Buchausgaben
In den 1960er- und 1970er-Jahren erschienen drei Kinderbücher, die Geschichten und Lieder der Hörfunksendung enthielten.
- Ernst Heinze, Horst Irrgang: Lieder aus dem Butzemannhaus. 2. Aufl. Leipzig: Hofmeister VEB, 1968. (1. Aufl. 1966)
- Lieselotte Rümpler, Hannelore Flegel: Geschichten aus dem Butzemannhaus. 6. Aufl. Pößneck: Verlag für Lehrmittel, 1974. (1. Aufl. 1969)
- Christel Wenzlaff, Rudolf Grapentin: Neues aus dem Butzemannhaus. 3. Aufl. Pößneck: Verlag für Lehrmittel, 1979. (1. Aufl. 1976)

## Tonträger
- Märchen und Geschichten aus dem Butzemannhaus: Käptn Brise und Der kleine Pfennig – Highlights aus der beliebten Morgensendung für Kinder (DDR 1974–1989), 2 CDs, Icestorm Entertainment GmbH 2016